# František Pavlok
František Pavlok (15. května 1865 Řepiště – 3. listopadu 1928 Řepiště) byl rakouský a český politik, na počátku 20. století poslanec Říšské rady.

## Biografie
Vyrůstal v chudé rodině, byl sirotkem. Vychodil dvoutřídní obecnou školu. Později se ovšem stal starostou domovské obce Řepiště. Byl předsedou Národního domu ve Frýdku, předsedou českého starostenského odboru pro okres frýdecký a silničního výboru.
Na počátku 20. století se zapojil i do celostátní politiky. Ve volbách do Říšské rady roku 1911 se stal poslancem Říšské rady za obvod Slezsko 12. Usedl do poslanecké frakce Klub českých agrárníků. K roku 1911 se profesně uvádí jako majitel statku. V parlamentu se zaměřoval na otázky podpory zemědělců, prosazoval výstavbu sirotčinců a obhajoval zájmy Čechů ve Slezsku.
Zemřel na rakovinu v listopadu 1928.
Jeho synem byl spisovatel Bohumil Pavlok (1922–2002).